# Лещ
Лещ, или обыкновенный лещ, или восточный лещ, или дунайский лещ (лат. Abramis brama) — вид пресноводных лучепёрых рыб, единственный представитель рода лещей (Abramis) из семейства карповых (Cyprinidae).

## Внешний вид

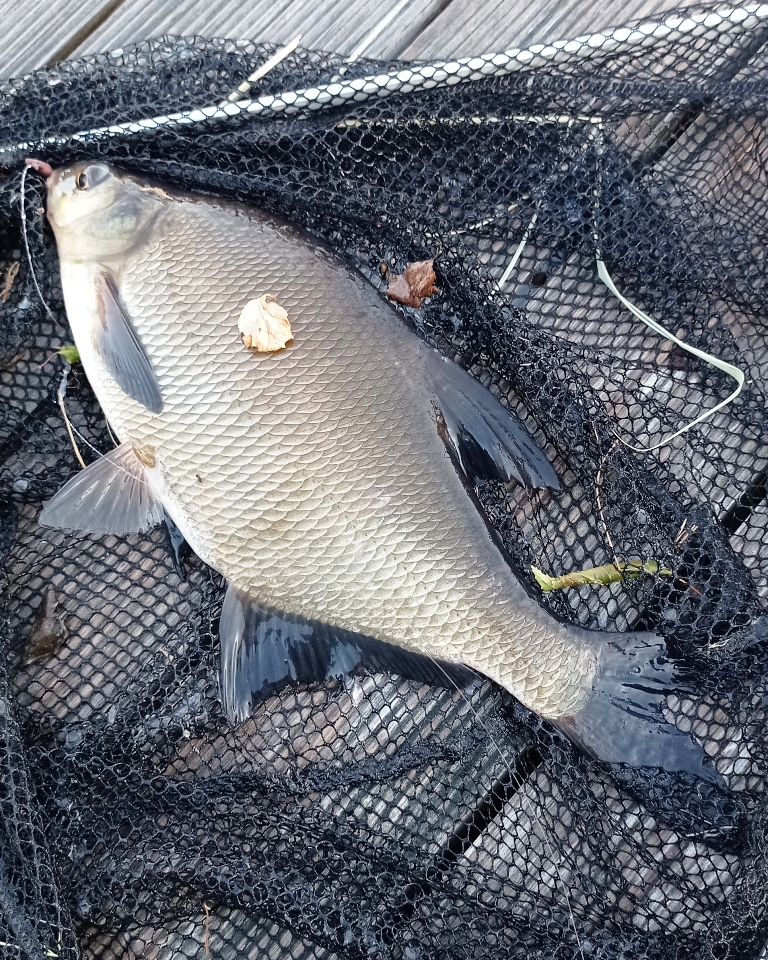
Лещ, пойманный в Карелии.

Тело высокое, сплюснутое с боков (лещеватость), максимальная высота составляет около трети длины тела. Голова и рот маленькие. Рот заканчивается трубкой, которая может выдвигаться. Спинной плавник высокий и короткий с тремя жёсткими неветвистыми и 8—10 мягкими ветвистыми лучами. Анальный плавник длинный с тремя жёсткими и 22—29 мягкими лучами, начинается за задним краем основания спинного плавника. Между брюшными плавниками и анальным есть не покрытый чешуёй киль. Глоточные зубы однорядные, по пять с каждой стороны.
У взрослого леща спина серая или коричневая, бока золотисто-коричневые, брюхо желтоватое, все плавники серые часто с тёмными краями. У молодых особей окраска серебристая.
Максимальная длина тела — 82 см, масса — 6 кг, максимальная продолжительность жизни — 23 года.

## Образ жизни
Лещ держится группами, преимущественно в глубоких местах, поросших растениями. Осторожен и довольно сообразителен.
Выпуклая форма рта идеально подходит для поиска пищи в мягком иле. Личинки питаются зоопланктоном. Мальки по достижении длины 30 мм переходят на питание бентосом. Питается личинками насекомых, трубочниками, ракушками и улитками. Также может употреблять в пищу водоросли.
Лещи могут собираться в большие стаи, особенно в крупных озёрах или на сильных течениях. Такие стаи вычищают участки дна водоёмов без остатка и весьма оживлённо передвигаются дальше, оставляя за собой вычищенные «дороги». Такие передвижения нетрудно заметить по всплывающим пузырькам болотного газа, которые высвобождаются, когда стая лещей «переворачивает» очередной участок дна.
Зимуют лещи в глубоких местах. Живущие у устьев Волги частью зимуют в море, частью входят в реку.

## Размножение
Половой зрелости лещ достигает в возрасте от 3 до 4 лет.
Нерест происходит всегда на травянистых отмелях, в неглубоких заливах, при этом громко плещется. У самца в это время на теле образуются многочисленные мелкие эпителиальные бугорки, сначала белого, потом янтарно-жёлтого цвета. Время нереста в средней и северной России начинается в первых числах мая, на юге только с середины апреля. Ход леща в Волгу со взморья начинается ещё в феврале подо льдом, а валовой ход бывает около середины апреля. Плодовитость от 92 до 338 тысяч икринок. Оптимальная для нереста температура — около 21 °С. В период нереста самцы образуют места, на которых самки мечут икру. Мальки вылупляются через 3 -12 дней и прикрепляются к водяной растительности специальным секретом. Они остаются в этом месте на время использования запаса желтка.

## Распространение
Лещ водится в Центральной и Северной Европе в бассейнах Северного, Балтийского, Каспийского, Чёрного и Азовского морей, акклиматизирован в Сибири в бассейнах рек Обь, Иртыш и Енисей. В 1930-х годах интродуцирован в Зауральские озёра. Есть в Аральском море, в озере Балхаш и низовье Сырдарьи. На Крайнем Севере и на юге территории бывшего СССР его нет. В Северной Двине он немногочислен и, вероятно, проник сюда по каналам из Волжской системы. В Закавказье встречается лишь в немногих местах (у Ленкорани и в озере Палеостоми, а также в Мингечаурском водохранилище). Обитает в озёрах, прудах, реках, водохранилищах и солоноватых водах Каспийского, Аральского и Азовского морей.

## Промысловое значение

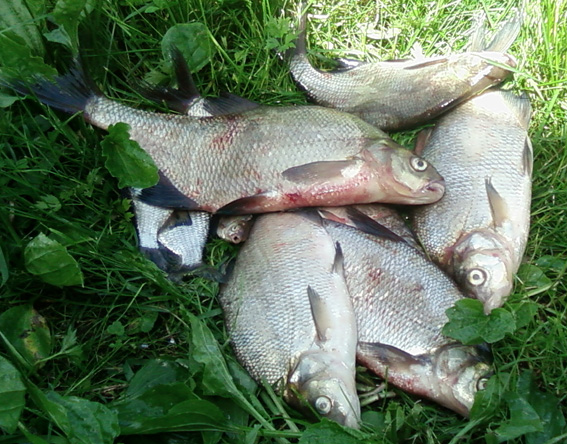

Ценный промысловый вид. Мировой вылов достигал 62,9 тысяч тонн в 1999 году. Максимальный вылов в СССР составлял в конце 1930-х годов 120 тысяч тонн ежегодно, а в конце 1990-х годов отечественный[прояснить] вылов варьировал от 25 до 32 тысяч тонн. Основной промысел в реках и озёрах осуществляется неводами и мережами, а в море — ставными неводами и ставными сетями.
Реализуется в торговле в вяленом, копчёном, свежем и мороженом виде. Используется также для изготовления консервов.

## Генетика
Кариотип: 50 хромосом (2n), FN = 80.